# Фолксваген голф II
Фолксваген голф II (популарно назван голф двојка или само двојка) је путнички аутомобил компактне класе немачког бренда Фолксваген, који је произведен у више од 6,3 милиона примерака између августа 1983. и децембра 1992. године. Његов наследник је голф III који је почео да се производи од јесени 1991.
Изглед је сличан као код његовог претходника са карактеристичним округлим фаровима и широким Ц-стубом, док је попречни пресек нешто већи; уведени су нови бензински мотори и више турбо дизел мотора. Поред тога, понуђене су разне додатне опреме; централна брава, серво волан, грејачи седишта и погон на сва четири точка (голф синхро, од почетка 1986).
Као и његов претходник, голф II је доступан у хечбек верзији са три и пет врата. Лимузина је доступна од фебруара 1984. и носи назив Фолксваген џета. Голф II је први Фолксваген који је прешао на аутоматску производњу и склапан је преко индустријских робота.
Ваздушни јастуци нису били доступни а АБС је био доступан од почетка 1987. само уз одређене моторе.

## Опште информације
У односу на свог претходника, аутомобил је проширен за више од 17 cm, међуосовинско растојање за 7,5 cm и тежина са најмањим мотором је повећана за 95 kg.
За разлику од свог претходника, голф II долази са много додатне опреме. Модели који су произведени после 1989. године, добили су мењач са пет брзина и стандардни мотор са 51 kW (69 KS). Од фебруара 1987. на одређеним моделима су се уграђивали електрични подизачи стакала, браници у боји аута, алуминијумске фелне, шибер, централна брава, даљинско закључавање, серво волан, АБС и полен филтери. Ваздушни јастук почиње да се уграђује у волан 1992. и исти користи голф III.

## Историја модела
- 1979: дефинисан дизајн. Од 1980. тестиран је прототип ручне израде
- 1983: голф II (Тип 19Е) биће представљен у августу, са верзијама Ц, ЦЛ, ГЛ и ГЛКС (касније карат)
- 1984: направљен ГТИ
- 1986: синхро (19Е Тип-299 са погоном на све точкове), ГТИ 16В, АБС за моделе ГТ, ГТИ и ГТИ 16В на доплату
- 1987: фејслифт у августу за модел 1988. године. Иновације укључују премештање ретровизора на предњим вратима, решетка хладњака добија 5 ребара и већи лого. У унутрашњости се налази нови волан, нова седишта, и боља стандардна опрема
- 1987: ГТ / ГТД / ГТИ посебна верзија
- 1988: 10-милионити голф
- 1988: нова полуга ручне кочнице
- 1989: фејслифт у августу за модел 1990, у исто време и нова Фолксваген интерна ознака типа 1Г1 (уместо 19Е), прекидач за упозорење је сада на стубу управљача, нови дубоки браници (делимично обојени у боји каросерије) за ГЛ и ГТИ и нови предња седишта са већим пластичним плочама
- 1989: специјалан модел Г60 у јануару, са 16 вентила, 210 KS и погоном на све точкове (синхро), ограничен је на 71 примерак
- 1989: специјалан рели модел голф Г60 који поседује мотор са 160 KS и погон на све точкове (синхро), ограничен на 5000 примерака
- 1990: доступан Г60 (унапређен ГТИ)
- 1990: голф кантри (погон на све точкове и повишена каросерија)
- 1991: Г60 је такође доступан у синхро верзији
- 1992: Почетак мале серијске производње са електричним погоном и оловним акумулатором
- 1992: Крај производње. Наследник је голф III

Кабриолет верзије:
- Голф II кабрио бибер реконструкција (од 1983)
- Голф II кабриолет ознака спидстер кабриолет дизајн (од средине 80-их до раних 90-их)

## Спецификације

### Голф II до 66 kW (90 KS) и дизел
| Ознака модела                       | 1,3 | 1,3 Кат                                                                                                  | 1,6 | 1,6 | 1,6 Кат                                                                                                  | 1,8 | 1,8 Кат                                                                                                  | 1,6 Д | 1,6 ТД Кат                                                                                               | 1,6 ТД                                                                                                   | 1,6 ТД (ЛЛК)                                                                                             |
| ----------------------------------- | --- | --- | --- | --- | --- | --- | --- | --- | --- | --- | --- |
| Година производње:                  | (1983–1992)                                                                                              | (1985–1992)                                                                                              | (1986–1991)                                                                                              | (1983–1991)                                                                                              | (1985–1992)                                                                                              | (1983–1987)                                                                                              | (1984–1991)                                                                                              | (1983–1991)                                                                                              | (1989–1992)                                                                                              | (1983–1991)                                                                                              | (1989–1991)                                                                                              |
| Мотор                               | 4-цилиндрични бензински мотор (четворотактни)                                                            | 4-цилиндрични бензински мотор (четворотактни)                                                            | 4-цилиндрични бензински мотор (четворотактни)                                                            | 4-цилиндрични бензински мотор (четворотактни)                                                            | 4-цилиндрични бензински мотор (четворотактни)                                                            | 4-цилиндрични бензински мотор (четворотактни)                                                            | 4-цилиндрични бензински мотор (четворотактни)                                                            | 4-цилиндрични дизел мотор (четворотактни)                                                                | 4-цилиндрични дизел мотор (четворотактни) са турбо пуњачем                                               | 4-цилиндрични дизел мотор (четворотактни) са турбо пуњачем                                               | 4-цилиндрични дизел мотор (четворотактни) са турбо пуњачем и интеркулером                                |
| Ознака мотора:                      | HK (1983–1985), MH (1985–1992)                                                                           | NZ (1987–1992)                                                                                           | RF | EZ | PN | GU | GX (1984–1988) RP (1987–1992)                                                                            | JP | 1V | JR (1983–1991) MF (само 1988)                                                                            | RA / SB (1989–1991)                                                                                      |
| Запремина:                          | 1272 cm³                                                                                                 | 1272 cm³                                                                                                 | 1595 cm³                                                                                                 | 1595 cm³                                                                                                 | 1595 cm³                                                                                                 | 1781 cm³                                                                                                 | 1781 cm³                                                                                                 | 1588 cm³                                                                                                 | 1588 cm³                                                                                                 | 1588 cm³                                                                                                 | 1588 cm³                                                                                                 |
| Пречник:                            | 75 × 72 mm                                                                                               | 75 × 72 mm                                                                                               | 81 × 77,4 mm                                                                                             | 81 × 77,4 mm                                                                                             | 81 × 77,4 mm                                                                                             | 81 × 86,4 mm                                                                                             | 81 × 86,4 mm                                                                                             | 76,5 × 86,4 mm                                                                                           | 76,5 × 86,4 mm                                                                                           | 76,5 × 86,4 mm                                                                                           | 76,5 × 86,4 mm                                                                                           |
| Перформансе при 1/min:              | 40 kW (55 KS) 5400                                                                                       | 40 kW (55 KS) 5200                                                                                       | 53 kW (72 KS) 5200                                                                                       | 55 kW (75 KS) 5000                                                                                       | 51 kW (69 KS) 5200                                                                                       | 66 kW (90 KS) 5200                                                                                       | 66 kW (90 KS) 5250                                                                                       | 40 kW (54 KS) 4800                                                                                       | 44 kW (60 KS) 4500                                                                                       | 51 kW (70 KS) 4500                                                                                       | 59 kW (80 KS) 4500                                                                                       |
| Максимални обртни момент при 1/min: | 96 Nm 3800                                                                                               | 97 Nm 3000                                                                                               | 120 Nm 2700                                                                                              | 125 Nm 2500                                                                                              | 118 Nm 2700                                                                                              | 145 Nm 3300                                                                                              | 137–142 Nm 3000                                                                                          | 100 Nm 2300–2900                                                                                         | 110 Nm 2400–2600                                                                                         | 133 Nm 2500–2900                                                                                         | 155 Nm 2600–3000                                                                                         |
| Убризгавање:                        | 1 Register-Fallstrom-Vergaser Pierburg                                                                   | Ел. убризгавање (VW Digijet)                                                                             | 1 Register-Fallstrom-Vergaser Pierburg                                                                   | 1 Register-Fallstrom-Vergaser Pierburg                                                                   | 1 Register-Fallstrom-Vergaser Pierburg                                                                   | 1 Register-Fallstrom-Vergaser Pierburg                                                                   | Ел. убризгавање (Bosch KE-Jetronic/KA-Jetronic bzw. Mono-Jetronic)                                       | Пумпа за убризгавање                                                                                     | Дистрибутер за гориво + турбо пуњач (Garrett oder KKK)                                                   | Дистрибутер за гориво + турбо пуњач (Garrett oder KKK)                                                   | Дистрибутер за гориво + турбо пуњач (Garrett oder KKK)                                                   |
| Вентили:                            | ОХЦ | ОХЦ | ОХЦ | ОХЦ | ОХЦ | ОХЦ | ОХЦ | ОХЦ | ОХЦ | ОХЦ | ОХЦ |
| Хлађење:                            | Водено хлађење                                                                                           | Водено хлађење                                                                                           | Водено хлађење                                                                                           | Водено хлађење                                                                                           | Водено хлађење                                                                                           | Водено хлађење                                                                                           | Водено хлађење                                                                                           | Водено хлађење                                                                                           | Водено хлађење                                                                                           | Водено хлађење                                                                                           | Водено хлађење                                                                                           |
| Пренос:                             | 4- или 5-степени мануелни 3-степени аутоматски                                                           | 4- или 5-степени мануелни 3-степени аутоматски                                                           | 4- или 5-степени мануелни 3-степени аутоматски                                                           | 4- или 5-степени мануелни 3-степени аутоматски                                                           | 4- или 5-степени мануелни 3-степени аутоматски                                                           | 4- или 5-степени мануелни 3-степени аутоматски                                                           | 4- или 5-степени мануелни 3-степени аутоматски                                                           | 4- или 5-степени мануелни 3-степени аутоматски                                                           | 4- или 5-степени мануелни 3-степени аутоматски                                                           | 4- или 5-степени мануелни 3-степени аутоматски                                                           | 4- или 5-степени мануелни 3-степени аутоматски                                                           |
| Погон:                              | Предњи                                                                                                   | Предњи                                                                                                   | Предњи                                                                                                   | Предњи                                                                                                   | Предњи                                                                                                   | Предњи                                                                                                   | Предњи                                                                                                   | Предњи                                                                                                   | Предњи                                                                                                   | Предњи                                                                                                   | Предњи                                                                                                   |
| Предње вешање:                      | Независно вешање, ниже виљушке и стабилизатор (само ГТ и ГТД)                                            | Независно вешање, ниже виљушке и стабилизатор (само ГТ и ГТД)                                            | Независно вешање, ниже виљушке и стабилизатор (само ГТ и ГТД)                                            | Независно вешање, ниже виљушке и стабилизатор (само ГТ и ГТД)                                            | Независно вешање, ниже виљушке и стабилизатор (само ГТ и ГТД)                                            | Независно вешање, ниже виљушке и стабилизатор (само ГТ и ГТД)                                            | Независно вешање, ниже виљушке и стабилизатор (само ГТ и ГТД)                                            | Независно вешање, ниже виљушке и стабилизатор (само ГТ и ГТД)                                            | Независно вешање, ниже виљушке и стабилизатор (само ГТ и ГТД)                                            | Независно вешање, ниже виљушке и стабилизатор (само ГТ и ГТД)                                            | Независно вешање, ниже виљушке и стабилизатор (само ГТ и ГТД)                                            |
| Задње вешање:                       | Торзиона осовина са гумицама и подупирачима                                                              | Торзиона осовина са гумицама и подупирачима                                                              | Торзиона осовина са гумицама и подупирачима                                                              | Торзиона осовина са гумицама и подупирачима                                                              | Торзиона осовина са гумицама и подупирачима                                                              | Торзиона осовина са гумицама и подупирачима                                                              | Торзиона осовина са гумицама и подупирачима                                                              | Торзиона осовина са гумицама и подупирачима                                                              | Торзиона осовина са гумицама и подупирачима                                                              | Торзиона осовина са гумицама и подупирачима                                                              | Торзиона осовина са гумицама и подупирачима                                                              |
| Кочнице                             | Диск кочнице (Ø 239 mm) напред, позади добош кочнице (ГТ: задње диск кочнице и напред самовентилирајуће) | Диск кочнице (Ø 239 mm) напред, позади добош кочнице (ГТ: задње диск кочнице и напред самовентилирајуће) | Диск кочнице (Ø 239 mm) напред, позади добош кочнице (ГТ: задње диск кочнице и напред самовентилирајуће) | Диск кочнице (Ø 239 mm) напред, позади добош кочнице (ГТ: задње диск кочнице и напред самовентилирајуће) | Диск кочнице (Ø 239 mm) напред, позади добош кочнице (ГТ: задње диск кочнице и напред самовентилирајуће) | Диск кочнице (Ø 239 mm) напред, позади добош кочнице (ГТ: задње диск кочнице и напред самовентилирајуће) | Диск кочнице (Ø 239 mm) напред, позади добош кочнице (ГТ: задње диск кочнице и напред самовентилирајуће) | Диск кочнице (Ø 239 mm) напред, позади добош кочнице (ГТ: задње диск кочнице и напред самовентилирајуће) | Диск кочнице (Ø 239 mm) напред, позади добош кочнице (ГТ: задње диск кочнице и напред самовентилирајуће) | Диск кочнице (Ø 239 mm) напред, позади добош кочнице (ГТ: задње диск кочнице и напред самовентилирајуће) | Диск кочнице (Ø 239 mm) напред, позади добош кочнице (ГТ: задње диск кочнице и напред самовентилирајуће) |
| Управљање                           | Механички сталак и зупчаник управљача, са додатном снагом за напајање                                    | Механички сталак и зупчаник управљача, са додатном снагом за напајање                                    | Механички сталак и зупчаник управљача, са додатном снагом за напајање                                    | Механички сталак и зупчаник управљача, са додатном снагом за напајање                                    | Механички сталак и зупчаник управљача, са додатном снагом за напајање                                    | Механички сталак и зупчаник управљача, са додатном снагом за напајање                                    | Механички сталак и зупчаник управљача, са додатном снагом за напајање                                    | Механички сталак и зупчаник управљача, са додатном снагом за напајање                                    | Механички сталак и зупчаник управљача, са додатном снагом за напајање                                    | Механички сталак и зупчаник управљача, са додатном снагом за напајање                                    | Механички сталак и зупчаник управљача, са додатном снагом за напајање                                    |
| Каросерија:                         | Челична, самоносећа, капацитет резервоара 55 l                                                           | Челична, самоносећа, капацитет резервоара 55 l                                                           | Челична, самоносећа, капацитет резервоара 55 l                                                           | Челична, самоносећа, капацитет резервоара 55 l                                                           | Челична, самоносећа, капацитет резервоара 55 l                                                           | Челична, самоносећа, капацитет резервоара 55 l                                                           | Челична, самоносећа, капацитет резервоара 55 l                                                           | Челична, самоносећа, капацитет резервоара 55 l                                                           | Челична, самоносећа, капацитет резервоара 55 l                                                           | Челична, самоносећа, капацитет резервоара 55 l                                                           | Челична, самоносећа, капацитет резервоара 55 l                                                           |
| Точкови напред/назад:               | 1413/1408 mm, са широким гумама 1427/1422 mm                                                             | 1413/1408 mm, са широким гумама 1427/1422 mm                                                             | 1413/1408 mm, са широким гумама 1427/1422 mm                                                             | 1413/1408 mm, са широким гумама 1427/1422 mm                                                             | 1413/1408 mm, са широким гумама 1427/1422 mm                                                             | 1413/1408 mm, са широким гумама 1427/1422 mm                                                             | 1413/1408 mm, са широким гумама 1427/1422 mm                                                             | 1413/1408 mm, са широким гумама 1427/1422 mm                                                             | 1413/1408 mm, са широким гумама 1427/1422 mm                                                             | 1413/1408 mm, са широким гумама 1427/1422 mm                                                             | 1413/1408 mm, са широким гумама 1427/1422 mm                                                             |
| Међуосовинско растојање             | 2475 mm                                                                                                  | 2475 mm                                                                                                  | 2475 mm                                                                                                  | 2475 mm                                                                                                  | 2475 mm                                                                                                  | 2475 mm                                                                                                  | 2475 mm                                                                                                  | 2475 mm                                                                                                  | 2475 mm                                                                                                  | 2475 mm                                                                                                  | 2475 mm                                                                                                  |
| Ширина:                             | 3985 mm, ГЛ из 1989. 4040 mm                                                                             | 3985 mm, ГЛ из 1989. 4040 mm                                                                             | 3985 mm, ГЛ из 1989. 4040 mm                                                                             | 3985 mm, ГЛ из 1989. 4040 mm                                                                             | 3985 mm, ГЛ из 1989. 4040 mm                                                                             | 3985 mm, ГЛ из 1989. 4040 mm                                                                             | 3985 mm, ГЛ из 1989. 4040 mm                                                                             | 3985 mm, ГЛ из 1989. 4040 mm                                                                             | 3985 mm, ГЛ из 1989. 4040 mm                                                                             | 3985 mm, ГЛ из 1989. 4040 mm                                                                             | 3985 mm, ГЛ из 1989. 4040 mm                                                                             |
| Маса:                               | 845–1020 kg                                                                                              | 845–1020 kg                                                                                              | 845–1020 kg                                                                                              | 845–1020 kg                                                                                              | 845–1020 kg                                                                                              | 845–1020 kg                                                                                              | 845–1020 kg                                                                                              | 845–1020 kg                                                                                              | 845–1020 kg                                                                                              | 845–1020 kg                                                                                              | 845–1020 kg                                                                                              |
| Максимална брзина:                  | 151–155 km/h                                                                                             | 152 km/h                                                                                                 | 162–167 km/h                                                                                             | 157–162 km/h                                                                                             | 162–167 km/h                                                                                             | 173–178 km/h                                                                                             | 170–176 km/h                                                                                             | 145–150 km/h                                                                                             | 153 km/h                                                                                                 | 160 km/h                                                                                                 | 169 km/h                                                                                                 |
| Убрзање 0–100 km/h:                 | 16 s | 17 s | 13–15 s                                                                                                  | 14–16,5 s                                                                                                | 13–15 s                                                                                                  | 11,5–13,5 s                                                                                              | 12–14 s                                                                                                  | 19,5–23 s                                                                                                | 18 s | 15 s | 14,5 s                                                                                                   |
| Потрошња горива l/100 km:           | 8,5–9,0 l                                                                                                | 8,5 l | 9,5–10,0 l                                                                                               | 10,0–10,5 l                                                                                              | 9,5–10,0 l                                                                                               | 9,5–10,0 l                                                                                               | 9,5–10,0 l                                                                                               | 6,5–7,0 l                                                                                                | 7,0 l | 7,0 l | 7,5 l |

### Голф II синхро, ГТИ и Г60
| Ознака модела                       | ГТИ                                                                 | ГТИ Кат                                                        | ГТИ Кат                                                        | ГТИ Кат                                                        | ГТИ 16В                                                                                | ГТИ 16В Кат                                                                            | синхро                                                                               | синхро                                                                               | Кантри                                                                               | ГТИ Г60                                              | Г60 ограничена серија                                | Голф Рели                                            |                                                    |
| ----------------------------------- | ------------------------------------------------------------------- | -------------------------------------------------------------- | -------------------------------------------------------------- | -------------------------------------------------------------- | -------------------------------------------------------------------------------------- | -------------------------------------------------------------------------------------- | ------------------------------------------------------------------------------------ | ------------------------------------------------------------------------------------ | ------------------------------------------------------------------------------------ | ---------------------------------------------------- | ---------------------------------------------------- | ---------------------------------------------------- | -------------------------------------------------- |
| Година производње:                  | (1984–1987) (Енглеска: 1984–1992)                                   | (1985–1988)                                                    | (1986–1987)                                                    | (1987–1991)                                                    | (1986–1987) (Енглеска: 1986–1992)                                                      | (1987–1991)                                                                            | (1986–1987)                                                                          | (1987–1991)                                                                          | (1990–1991)                                                                          | (1990–1991)                                          | (1989) 71 примерак                                   | (1989–1991) 5.000 примерака                          |                                                    |
| Мотор                               | 4-цилиндрични                                                       | 4-цилиндрични                                                  | 4-цилиндрични                                                  | 4-цилиндрични                                                  | 4-цилиндрични                                                                          | 4-цилиндрични                                                                          | 4-цилиндрични                                                                        | 4-цилиндрични                                                                        | 4-цилиндрични                                                                        | 4-цилиндрични, четворотактни                         | 4-цилиндрични, четворотактни                         | 4-цилиндрични, четворотактни                         |                                                    |
| Ознака мотора                       | EV (1984–1987), PB (1987–1992)                                      | RD                                                             | RG                                                             | PF                                                             | KR                                                                                     | PL                                                                                     | GU/GX                                                                                | 1P (1988–1991)                                                                       | 1P (1988–1991)                                                                       | PG                                                   | 3G                                                   | 1H                                                   |                                                    |
| Запремина:                          | 1781 cm³                                                            | 1781 cm³                                                       | 1781 cm³                                                       | 1781 cm³                                                       | 1781 cm³                                                                               | 1781 cm³                                                                               | 1781 cm³                                                                             | 1781 cm³                                                                             | 1781 cm³                                                                             | 1781 cm³                                             | 1781 cm³                                             | 1763 cm³                                             |                                                    |
| Пречник:                            | 81 × 86,4 mm                                                        | 81 × 86,4 mm                                                   | 81 × 86,4 mm                                                   | 81 × 86,4 mm                                                   | 81 × 86,4 mm                                                                           | 81 × 86,4 mm                                                                           | 81 × 86,4 mm                                                                         | 81 × 86,4 mm                                                                         | 81 × 86,4 mm                                                                         | 81 × 86,4 mm                                         | 81 × 86,4 mm                                         | 80,6 × 86,4 mm                                       |                                                    |
| Перформансе при 1/min:              | 82 kW (112 KS) 5500 82 kW (112 KS) 5400                             | 79 kW (107 KS) 5250                                            | 79 kW (107 KS) 5500                                            | 79 kW (107 KS) 5400                                            | 102 kW (139 KS) 6100                                                                   | 95 kW (129 KS) 5800                                                                    | 66 kW (90 KS) 5200                                                                   | 72 kW (98 KS) 5400                                                                   | 72 kW (98 KS) 5400                                                                   | 118 kW (160 KS) 5800                                 | 155 kW (210 KS) 6500                                 | 118 kW (160 KS) 5800                                 |                                                    |
| Максимални обртни момент при 1/min: | 155 Nm 3100 159 Nm 4000                                             | 154 Nm 3250                                                    | 154 Nm 3500                                                    | 157 Nm 3800                                                    | 163 Nm 4600                                                                            | 168 Nm 4250                                                                            | 145 Nm 3300                                                                          | 143 Nm 3000                                                                          | 143 Nm 3000                                                                          | 225 Nm 3800                                          | 252 Nm 5000                                          | 225 Nm 3800                                          |                                                    |
| Убризгавање:                        | Мех. убризгавање (Bosch K-Jetronic) bzw. ел. убризгавање (Digifant) | Мех. убризгавање (Bosch K-Jetronic)                            | Ел. убризгавање (Bosch KE-Jetronic)                            | Ел. убризгавање (Digifant)                                     | Мех. убризгавање (Bosch K-Jetronic)                                                    | Ел. убризгавање (Bosch KE-Jetronic)                                                    | 1 Register-Fallstrom-Verg./Bosch KE-Jetronic                                         | Ел. убризгавање (Digifant)                                                           | Ел. убризгавање (Digifant)                                                           | Ел. убризгавање (Digifant) + Spirallader, интеркулер | Ел. убризгавање (Digifant) + Spirallader, интеркулер | Ел. убризгавање (Digifant) + Spirallader, интеркулер |                                                    |
| Вентили:                            | ОХЦ са 8 вентила                                                    | ОХЦ са 8 вентила                                               | ОХЦ са 8 вентила                                               | ОХЦ са 8 вентила                                               | ДОХЦ са 16 вентила                                                                     | ДОХЦ са 16 вентила                                                                     | ОХЦ са 8 вентила                                                                     | ОХЦ са 8 вентила                                                                     | ОХЦ са 8 вентила                                                                     | ОХЦ са 8 вентила                                     | ДОХЦ са 16 вентила                                   | ОХЦ са 8 вентила                                     |                                                    |
| Хлађење:                            | Водено хлађење                                                      | Водено хлађење                                                 | Водено хлађење                                                 | Водено хлађење                                                 | Водено хлађење                                                                         | Водено хлађење                                                                         | Водено хлађење                                                                       | Водено хлађење                                                                       | Водено хлађење                                                                       | Водено хлађење                                       | Водено хлађење                                       | Водено хлађење                                       |                                                    |
| Погон:                              | Предњи                                                              | Предњи                                                         | Предњи                                                         | Предњи                                                         | Предњи                                                                                 | Предњи                                                                                 | На све точкове                                                                       | На све точкове                                                                       | На све точкове                                                                       | Предњи                                               | На све точкове                                       | На све точкове                                       |                                                    |
| Пренос:                             | 5-степени мануелни                                                  | 5-степени мануелни                                             | 5-степени мануелни                                             | 5-степени мануелни                                             | 5-степени мануелни                                                                     | 5-степени мануелни                                                                     | 5-степени мануелни                                                                   | 5-степени мануелни                                                                   | 5-степени мануелни                                                                   | 5-степени мануелни                                   | 5-степени мануелни                                   | 5-степени мануелни                                   |                                                    |
| Предње вешање:                      | Независно, ниже виљушке и стабилизатор                              | Независно, ниже виљушке и стабилизатор                         | Независно, ниже виљушке и стабилизатор                         | Независно, ниже виљушке и стабилизатор                         | Независно, ниже виљушке и стабилизатор                                                 | Независно, ниже виљушке и стабилизатор                                                 | Независно, ниже виљушке и стабилизатор                                               | Независно, ниже виљушке и стабилизатор                                               | Независно, ниже виљушке и стабилизатор                                               | Независно, ниже виљушке и стабилизатор               | Независно, ниже виљушке и стабилизатор               | Независно, ниже виљушке и стабилизатор               |                                                    |
| Задње вешање:                       | Торзиона осовина са стабилизатором                                  | Торзиона осовина са стабилизатором                             | Торзиона осовина са стабилизатором                             | Торзиона осовина са стабилизатором                             | Торзиона осовина са стабилизатором                                                     | Торзиона осовина са стабилизатором                                                     | Торзиона осовина са стабилизатором                                                   | Торзиона осовина са стабилизатором                                                   | Торзиона осовина са стабилизатором                                                   | Торзиона осовина са стабилизатором                   | Торзиона осовина са стабилизатором                   | Торзиона осовина са стабилизатором                   |                                                    |
| Кочнице:                            | Диск кочнице (Ø напред 239 mm, позади 226 mm), ав од 02/87 АБС      | Диск кочнице (Ø напред 239 mm, позади 226 mm), ав од 02/87 АБС | Диск кочнице (Ø напред 239 mm, позади 226 mm), ав од 02/87 АБС | Диск кочнице (Ø напред 239 mm, позади 226 mm), ав од 02/87 АБС | Диск кочнице (Ø 239 mm напред, 256 mm из 1990. године, позади 226 mm), АВ од 02/87 АБС | Диск кочнице (Ø 239 mm напред, 256 mm из 1990. године, позади 226 mm), АВ од 02/87 АБС | Диск кочнице (предње Ø 239 mm), задње добош кочнице, АВ од 08/87 АБС (осим Кантрија) | Диск кочнице (предње Ø 239 mm), задње добош кочнице, АВ од 08/87 АБС (осим Кантрија) | Диск кочнице (предње Ø 239 mm), задње добош кочнице, АВ од 08/87 АБС (осим Кантрија) | Диск кочнице (Ø напред 280 mm, позади 226 mm), АБС   | Диск кочнице (Ø напред 280 mm, позади 226 mm), АБС   | Диск кочнице (Ø напред 280 mm, позади 226 mm), АБС   | Диск кочнице (Ø напред 280 mm, позади 226 mm), АБС |
| Волан:                              | Зупчасти                                                            | Зупчасти                                                       | Зупчасти                                                       | Зупчасти                                                       | Зупчасти                                                                               | Зупчасти                                                                               | Зупчасти                                                                             | Зупчасти                                                                             | Зупчасти                                                                             | Зупчасти                                             | Зупчасти                                             | Зупчасти                                             |                                                    |
| Каросерија:                         | Челична, самоносећа, капацитет резервоара 55 l                      | Челична, самоносећа, капацитет резервоара 55 l                 | Челична, самоносећа, капацитет резервоара 55 l                 | Челична, самоносећа, капацитет резервоара 55 l                 | Челична, самоносећа, капацитет резервоара 55 l                                         | Челична, самоносећа, капацитет резервоара 55 l                                         | Челична, самоносећа, капацитет резервоара 55 l                                       | Челична, самоносећа, капацитет резервоара 55 l                                       | Челична, самоносећа, капацитет резервоара 55 l                                       | Челична, самоносећа, капацитет резервоара 55 l       | Челична, самоносећа, капацитет резервоара 55 l       | Челична, самоносећа, капацитет резервоара 55 l       |                                                    |
| Точкови напред/назад:               | 1427/1422 mm                                                        | 1427/1422 mm                                                   | 1427/1422 mm                                                   | 1427/1422 mm                                                   | 1427/1422 mm                                                                           | 1427/1422 mm                                                                           | 1427/1432 mm                                                                         | 1427/1432 mm                                                                         | 1435/1442 mm                                                                         | 1433/1428 mm                                         | 1427/1432 mm                                         | 1435/1437 mm                                         |                                                    |
| Међуосовинско растојање:            | 2475 mm                                                             | 2475 mm                                                        | 2475 mm                                                        | 2475 mm                                                        | 2475 mm                                                                                | 2475 mm                                                                                | 2475 mm                                                                              | 2475 mm                                                                              | 2475 mm                                                                              | 2475 mm                                              | 2475 mm                                              | 2479 mm                                              |                                                    |
| Дужина:                             | 3985 mm (1984–1988), 4040 mm (1989), Кантри: 4255 mm                | 3985 mm (1984–1988), 4040 mm (1989), Кантри: 4255 mm           | 3985 mm (1984–1988), 4040 mm (1989), Кантри: 4255 mm           | 3985 mm (1984–1988), 4040 mm (1989), Кантри: 4255 mm           | 3985 mm (1984–1988), 4040 mm (1989), Кантри: 4255 mm                                   | 3985 mm (1984–1988), 4040 mm (1989), Кантри: 4255 mm                                   | 3985 mm (1984–1988), 4040 mm (1989), Кантри: 4255 mm                                 | 3985 mm (1984–1988), 4040 mm (1989), Кантри: 4255 mm                                 | 3985 mm (1984–1988), 4040 mm (1989), Кантри: 4255 mm                                 | 3985 mm (1984–1988), 4040 mm (1989), Кантри: 4255 mm | 3985 mm (1984–1988), 4040 mm (1989), Кантри: 4255 mm | 3985 mm (1984–1988), 4040 mm (1989), Кантри: 4255 mm |                                                    |
| Маса:                               | 1020–1095 kg                                                        | 1020–1095 kg                                                   | 1020–1095 kg                                                   | 1020–1095 kg                                                   | 1020–1095 kg                                                                           | 1020–1095 kg                                                                           | 1090–1145 kg                                                                         | 1090–1145 kg                                                                         | 1220 kg                                                                              | 1120–1140 kg                                         | 1255–1275 kg                                         | 1250 kg                                              |                                                    |
| Максимална брзина:                  | 191 km/h                                                            | 186–187 km/h                                                   | 186–187 km/h                                                   | 186–187 km/h                                                   | 208 km/h                                                                               | 200 km/h                                                                               | 175 km/h                                                                             | 180 km/h                                                                             | 163 km/h                                                                             | 220 km/h                                             | 230 km/h                                             | 210 km/h                                             |                                                    |
| Убрзање 0–100 km/h:                 | 10 s                                                                | 10,5 s                                                         | 10,5 s                                                         | 10,5 s                                                         | 8,9 s                                                                                  | 9,1 s                                                                                  | 12–13 s                                                                              | 12 s                                                                                 | 13,5 s                                                                               | 8,3 s                                                | 7,4 s                                                | 9,5 s                                                |                                                    |
| Потрошња горива l/100 km:           | 10,0 l                                                              | 10,0 l                                                         | 10,0 l                                                         | 9,8 l                                                          | 10,5 l                                                                                 | 10,5 l                                                                                 | 11,0 l                                                                               | 11,0 l                                                                               | 12,0 l                                                                               | 12,0 l                                               | 14,5 l                                               | 13,0 l                                               |                                                    |

## Ниво опреме
Најчешће верзије голф II су носиле ознаке Ц, ЦЛ и ГЛ. Топ модел био је првобитно ГЛКС који је врло брзо преименован у карат. Спортске ГТИ верзије су врхунски модели у сваком погледу зато што имају најбољу опрему и најјачи мотор у серијској производњи.
- Ц (до 1987)
- ЦЛ (од августа до октобра 1983), након тога карат (до августа 1986)
- ГЛ
- ГЛКС
- ГТ (од 1986)
- ГТД
- ГТИ (од јануара 1984)

### Голф Ц
Ц верзија (комфорт) је најмање опремљена. То су тканине на седиштима, минимална техничка опрема, укључујући и задњи брисач, чак и на предњој централној конзоли. Ова верзија нема полице на вратима и сат. Бензински мотор је био до 66 kW (90 KS) а дизел мотор са 40 kW (54 KS) и 51 kW (70 KS).

### Голф ЦЛ
Голф ЦЛ (комфорт луксуз) имао је тајмер, унутрашње подешавање за бочне ретровизоре, централну конзолу (од модела из 1988. године) и нове челичне фелне. Мотор је био од Ц верзије, неки су имали погон на све точкове (синхро), а затим је био 1,8-литарски мотор са 66 kW (90 KS), а касније 72 kW (98 KS).
- Голф ЦЛ (1987–1989)

### Голф ГЛ
Голф ГЛ (појачан луксуз) је верзија која поседује хромиране делове на решетки хладњака и дубоке бранике(1990-1992). Истовремено ГЛ је најбоље опремљена стандардна верзија. Од опреме има бочне панеле са црним кожним пресвлакама и хромом, посебан (пенасти) волан, ручицу мењача обложену вештачком кожом. Ова верзија је углавном долазила са 1,8-литарским бензинским мотором.
- Голф ГЛ (1989–1992)

### Голф ГЛКС
ГЛКС је обезбеђен као достојанствен врх, са скоро свом расположивом додатном опремом и имао је дубоке бранике, спортски кожни управљач, кожну ручицу мењача, велур пресвлаке, наслон за главу на задњем седишту, електрично подешавање спољних ретровизора, серво, централно закључавање, инструмент таблу са дигиталним сатом и обртомером. Такође, он је био доступан само са четворо врата. Голф ГЛКС је долазио само са 1,8-литарским бензинским мотором са 66 kW (90 KS) и то само од августа до октобра 1983. године. Због високе цене, ова верзија је само мало ширење.

### Голф карат
Карат је већ у новембру 1983. заменио скоро једнако опремљени ГЛКС који је прекинут крајем 1986. због слабе продаје.

### Голф ГТ
Овај модел је дошао са благим смањењем за 20 mm, црне пластичне фендер ракете, малтерисани са црним пластичним филмом прагова, црној или светлосива (у зависности од боје) трим у бочном перле у телу панелу, црну налепницу око задњег стакла, задњи спојлер на вратима пртљажника, 1,8-литарски бензински мотор са 66 kW (90 KS), и инструмент таблу са уграђеним дигиталним дисплејом за потрошњу, температуру и километражу, 14" челичне фелне са гумама димензија 185/60 Р14. Од модела из 1990. године фелне долазе са сребрним раткапнама. Голф ГТ је понуђен са погоном на све точкове (синхро) и он је на тај начин опремљен са 1,8-литарским бензинским мотором са 72 kW (98 KS).

### Голф ГТД
Голф ГТД (голф турбо дизел) је био само са турбо дизел моторима: прво са 51 kW (70 KS), а од 1989. је имао интеркулер и 59 kW (80 KS). Од опреме поседује путни рачунар. ГТД верзија је често била одабрана за посебан модел који је био прилично редак.
- Голф ГТД (1984–1985)

### Голф ГТИ
Од јануара 1984. године, појавио се голф ГТИ друге генерације који је имао више верзија мотора. У почетку је постојао само познати 1.8-литарски мотор са 8 вентила 82 kW (112 KS). Од марта 1986. појавио се мотор са 16 вентила и 102 kW (139 KS) и 168 Nm обртног момента. У фебруару 1987. године, уведен 16В мотор са катализатором и 95 kW (129 KS), а верзија "кат" је стигла на тржиште у јануару 1987. са мотором од 79 kW (107 KS).
Од 1990. доступан је Г60 рели са 118 kW (160 KS) и г-ладером (пуњачем). Та верзија је мало круће направљена. Он је био једина ГТИ варијанта са погоном на све точкове (синхро). Најјачи мотор је доступан у ограниченој серији 1989. са четири вентила и г-ладером који развија 155 KW (210 KS). Споља је готово неупадљив - само плави украсни оквир на решетки и два фара.
ГТИ је специфичног изгледа - проширени предњи браник са магленкама, спојлер на вратима пртљажника, црвени оквир на решетки, одржаван је фејслифт за моделе од 1988. до 1990. године, итд. У САД је склапан пасат са 2.0-литарским мотором и 16 вентила, зато што је тамо нижа цена бензина.
ГТИ едишн ван је представљен 1989. као посебан модел који није имао знатне промене у изгледу и престао је да се производи у октобру 1991. и тада је представљен едишн блу.
ГТИ у Немачкој има удео око 2% од укупне производње, у Великој Британији је сваки шести голф II био ГТИ (око 16%) али само верзије са 82 kW (112 KS) и 102 kW (139 KS). У последњој серији од 1990. до 1992. године, користиле су се ББС алуминијумске фелне са гумама димензија 195/50 Р15, а серво волан, електрични подизачи и ретровизори, Панасоник аудио систем и шибер су били саставни део стандардне опреме.
Верзије рели и лимитед нису ГТИ (не носе ту скраћеницу у називу), као ни голф III ВР6.

## Посебни модели (Немачка)
- 1985: Меч
- 1986: Хит; Фан; Флејр; Пикс Пик (Рели аутомобил, до 1987)
- 1987: Бистро; Мемфис; Скај; ГТ/ГТД/ГТИ Специјал (до 1991); Голф Берлин; Бригит
- 1988: Тур; Менхетн; Чемпион; 10-милионити
- 1989: Еко Голф (тест-возило до 1992); Атланта; Бостон; Сити Стормер; ГТИ Едишн Уан (до 1991); Лимитед (Фолксваген Голф, 71 примерак); Голф Рели
- 1990: Блек Лајн – Ред Лајн; Кантри; Кантри Олраунд; Кантри Хромпакет; Кантри ГТИ; Фајр енд Ајс (до 1991); Медисон; Мода; Квадрига
- 1991: Пасадена; Функшн; ГТИ Едишн Блу; Барселона; Динамит

### Посебни модели: логотипи
- Голф II Флејр
- Голф II Мемфис
- Голф II Скај
- Голф II ГТ Специјал
- Голф II Тур
- Голф II Менхетн
- Голф II 10-милионити
- Голф II Бостон
- Голф II Фајр енд Ајс
- Голф II Медисон
- Голф II Мода
- Голф II Пасадена
- Голф II Функшн
- Голф II ГТИ Едишн уан

### 10-милионити голф
За годишњицу од десет милиона продатих голфова, 1988. године, произведена је специјална верзија. Доступна је са различитим бензинским моторима између 40 kW (55 KS) и 66 kW (90 КS), (1,8-литарским мотором са убризгавањем горива, али никада као ГТИ), као и турбо-дизел са 51 kW (70 KS) и верзије су се производиле у верзијама са троје и петоро врата. Да би били препознатљиви, ови модели су офарбани у посебну боју (звезда металик плава ЛД5Т).
- 10-милионити голф
- Ентеријер

### Голф кантри
Фолксваген је представио ову верзију али није имао у плану серијску производњу.
Почео је да се производи у мају 1990. године и производио се до децембра 1991. Верзија је са четворо врата и опрема је од ЦЛ-а. Производња је била у Грацу (Аустрија).
Од јула 1990. године, представљен је голф кантри олраунд. Ова верзија је била мало комфорнија (нпр. ентеријер са вештачком кожом, стандардни точкови у боји каросерије). Само 160 примерака је изашло из фабрике.
Од почетка 1991. године, изашла је хром верзија. Ентеријер је био у правој кожи крем боје, имао је електрични шибер и хромиране делове што је изазвало повећање цене. Био је доступан само у црној боји и направљено је само 558 примерака.
Било је и неких специјалних верзија и посебне модификације као што је голф кантри ГТИ са 79 kW (107 KS) који је произведен у 50 примерака искључиво за запослене у Фолксвагену (Фолксбург-издање) а постојали су и други бензински и дизел мотори.
Без сумње, голф кантри је велики промашај у историји Фолксвагена.
- Голф кантри
- Задни део
- "Хром" верзија

### Голф ГТ / ГТД специјал
Голф ГТ и ГТД је су пуштени у продају 1988. Назив "специјал" можда и није сасвим тачан јер поседује опрему од ЦЛ, ГЛ, ГТД и ГТИ са 1,8-литарским мотором од 66 kW и турбо дизел мотором са 51 kW (модел из 1989) и 59 kW (модел из 1990).
Опрема (осим ГТ / ГТД):
- Посебне боје црна, плава, сива металик, и краљевско плава металик
- Зелена затамњена стакла
- Делимично затамњене штопаљке
- Ентеријер са црном вештачком кожом
- Предња спортска рекаро седишта у сивој боји са црвеним пругама
- Умањен за 10 мм (не ua ГТД специјал)
- Мултифункционални дисплеј (не за ГТД специјал)
- Радио Гама са два активна звучника у предњим вратима
- Алуминијумске фелне ББС РМ 6Ј 15" са гумама 185 / 55 Р15
- Диск кочнице напред и позади (ГТД специјал: напред дискови, позади добош кочнице)

### Голф фајр енд ајс
Посебан модел "фајр енд ајс" је понуђен од 1990. до 1991.
Понуђени су 1,8-литарски бензински мотори са 66 kW (90 KS), 79 kW (107 KS), 95 kW (129 KS), 118 kW (160 KS) и турбо дизел мотор са интеркулером од 59 kW (80 KS).
Опрема:
- Посебна боја "дарквајолет перфлект" (шифра боје: ЛЦ4В)
- ГТИ изглед
- Велик округли лого на Ц-стубу
- Округли натписи "фајр енд ајс" на предњим крилима
- Ентеријер у љубичасто-плавој боји са спортским седиштима
- "Фајр енд ајс " натпис

### Голф пасадена
Голф пасадена је било специјално спортско издање за 1991. Посебне карактеристике су дупли фарови на решетки, спортска седишта, челични точкови са широким гумама и црни праг направљен за спортски утисак. Ентеријер садржи спортски волан са четири крака и ручицу мењача обложену вештачком кожом. Стакла су заштићена од сунца, седишта су подесива по висини, на инструмент табли је стављен обртомер и дигитални сат. На Ц-стубовима и на задњем делу је натпис "пасадена".
- Голф пасадена
- Бочни изглед
- Задњи део
- Ентеријер

Верзије мотора
| Код мотора    | Запремина | Снага         | Пренос     |
| ------------- | --------- | ------------- | ---------- |
| NZ            | 1.272 cm³ | 40 kW (55 KS) | 4 брзине   |
| NZ            | 1.272 cm³ | 40 kW (55 KS) | 5 брзина   |
| PN            | 1.595 cm³ | 51 kW (70 KS) | 5 брзина   |
| PN            | 1.595 cm³ | 51 kW (70 KS) | Аутоматски |
| RP            | 1.781 cm³ | 66 kW (90 KS) | 5 брзина   |
| RP            | 1.781 cm³ | 66 kW (90 KS) | Аутоматски |
| Дизел мотори: |           |               |            |
| JP            | 1.588 cm³ | 40 kW (54 KS) | 4 брзине   |
| JP            | 1.588 cm³ | 40 kW (54 KS) | 5 брзина   |
| 1V            | 1.588 cm³ | 40 kW (54 KS) | Аутоматски |
| 1V            | 1.588 cm³ | 44 kW (60 KS) | 5 брзина   |
| MF            | 1.588 cm³ | 51 kW (70 KS) | 5 брзина   |
| RA            | 1.588 cm³ | 59 kW (80 KS) | 5 брзина   |

### Голф функшн
Непосредно пред увођења голфа III Фолксваген је направио овај посебан модел. Он се производио у Волфсбургу од 1991. до 1992. године, на крају паралелно са голфом III. Споља се може лако препознати по "функшн" натпису сребрне боје на Ц-стубу, широких точкова и недостатак Ц- или ЦЛ- знака на задњем делу. Био је доступан у шест боја (торнадо плава, алпин вајт, капри зелена, краљевски плава и бисер сива) и са четири различита бензинска мотора (od 40 до 66 kW) и четири дизел мотора (40 до 59 kW). Могу да се комбинују са 4- или 5- мануелним мењачем или аутоматским. Остале стандардне карактеристике су стакла заштићена од сунца, подешавање висине позиције возача, ретровизори који су подесиви изнутра и вентилационе отворе. Овај модел је направљен у верзијама са двоје или петоро врата.

## ГТИ посебни модели

### Голф ГТИ специјал
Од 1988. до 1989. године били су доступне посебне ГТИ и ГТИ 16В верзије које су биле ретке.

### Голф лимитед
Иако није званично ГТИ издање, Голф лимитед је направљен у само 71 примерак. Испод хаубе има модификовани 1,8-литарски мотор са 16 вентила и 155 kW (210 KS). Да би био сигурнији на путу, додатно је опремљен синхро погоном. Није се радило на визуелном изгледу и поседује само маску са плавим оквиром, дупле фарове и ББС фелне 15". Ту је и стандардни браник за Америчко тржиште. Од опреме поседује:
- Кожна и ручно подесива седишта
- Пуне кожне пресвлаке (седишта, напред / назад, облоге врата, волан, ручица мењача, ручна кочница)
- Електрични шибер
- АБС
- Серво волан
- Електричне подизаче прозора (предње и задње)
- Централну браву
- Грејаче ретровизора
- Делимично затамљене штопаљке
- Аудио систем
- Предњи браник за америчко тржиште
- Млазнице за прање фарова

Остале опције нису биле због комплетне опреме. Светла за маглу нису била доступна.

### Голф рели
Голф рели се није звао ГТИ иако има 1.8-литарски мотор са 118 kW (160 KS), али он припада овој категорији. Ово специјално издање се производило од 1989. до 1991. године у 5000 примерака у фабрици у Бриселу. Запремина овог Г60 мотора је смањена са 1781 на 1760 cm³. Да би се надоградио благи пад у перформансама због смањена запремине, коришћен је већи интеркулер. Било је само 50 примерака који су извезени у Швајцарску. Произведено је 12 тркачких примерака са модификованим 1.8-литарским мотором са 16 вентила и Г60 турбо пуњачем који испоручује 155 kW (210 KS).
Поред каросерије са широким блатобранима, поседује и четвртасте фарове.
Остали садржаји:
- Доступан је само у верзији са троје врата
- Погон на сва четири точка (синхро)
- АБС
- Серво волан
- Алуминијумске фелне 6Ј 15" са гумама димензија 205/50 Р15
- Електричне ретровизоре
- Спортско вешање
- Посебан предњи спојлер и хлађење за предње кочнице
- Задњи спојлер у боји каросерије
- Карирана седишта и наслон за главу, (опционо: рекаро спортска седишта, електрично подешавање)
- Седишта и бочне панеле пресвучене кожом
- Шибер

Као додатна опрема су централно закључавање, електрични подизачи стакала, електрични ретровизори и различито озвучење.

### Голф ГТИ едишн ван
Са моделом 1989, овај посебан модел је сличан обичној ГТИ верзији. Био доступан као ГТИ са 79 kW, као ГТИ 16В са 95 kW и ГТИ Г60 са 118 kW. Производња је престала 1991. године са око 12.000 произведених примерака.
Опрема поред стандардне ГТИ / ГТИ 16В / ГТИ Г60 укључује следеће:
- Посебна боја (металик кварц) и дарк бургундиа-бисер ефекат или стандардна боја (брилијант блек металик и бисер сива металик)
- Налепница "едишн ван" са леве стране на хауби
- Елиминација црвеног оквира на решетки
- Округли амблеми ("Волфсбург едишн")
- Ретровизори у боји каросерије
- Г60 -Котфлугелвербреитерунген коло (од јануара 1990)
- 16В издувни систем (55 mm до јуна 1990. године) за 79 kW (107 KS)
- Алуминијумске фелне ББС РМ012, дводелне, 6.5Ј к 15 ЕТ33 са гумама 195/50 Р15
- Делимично затамњене штопаљке
- Предњи бели мигавци
- Фолксваген лого у црној боји
- Серво
- Ручица мењача и ручне кочнице пресвучена кожом
- Ентеријер у плавој боји: округли бочни панели и стандардна спортска седишта са плавом тканином и натписом "едишн ван" на леђима (подешавање мотор за кориснике висине од 79 kW, страни возача), електрично подешавање рекаро спортских седишта која поседују истоимени натпис на наслону за леђа (али само верзије са 95 kW), 16В лого на наслонима за главу код верзија са 118 kW (седишта нису кожна). Задња клупа је доступна са наслоном за главу.

Као опциона опрема су верзије са троје или петоро врата, кожа, шибер, електрични подизачи стакала, озвучење, клима и АБС.

### Голф ГТИ едишн блу
Едишн блу је ограничен на 2.100 примерака. Модели који су се продавали у Немачкој, Аустрији и Швајцарској производили су се искључиво у Волфсбургу. 1.749 примерака је намењено за немачко тржиште.
Од опреме поседује:
- Доступан само са троје врата
- Боја ЛЦ5М (мунлајт блуе перл ефекат)
- Мотор: 1.8-литарски са 79 kW (МКБ: ПФ) за Немачку; 1.8 Л са 118 kW (МКБ ПГ) (Г60) за Аустрију и Швајцарску
- 3 "едитион блу" амблема
- Алуминијумске фелне ББС РМ012, дводелне, 6.5Ј к 15 ЕТ33 са гумама 195/50 Р15
- Челични кров
- Бочне мигавце
- Делимично затамњене штопаљке
- Електрични ретровизори у боји каросерије са грејачима
- Плав кожни ентеријер са грејачима предњих седишта
- Трокраки кожни спортски волан
- Ручна кочница и ручица мењача обложена црном кожом

Г60 модели за Аустрију и Швајцарску имали су стандардну климу и АБС. У Швајцарској, блу едишн је био доступан са додатном опремом али искључиво као Г60. АБС (као и сви Г60 у Швајцарској) није укључен, али је на располагању само уз доплату. У Аустрији и Немачкој може да се наручи посебна додатна опрема.

## Производња
Голф II се производио у Волфсбургу (Немачка), Бриселу (Белгија), Сарајеву (Босна и Херцеговина), Ојтенхагу (Јужна Африка), Лагосу (Нигерија), Вестморланду (САД) и Пуебли (Мексико).

## Пасивна безбедност
У једном од АДАК тестова који је урађен 2003. године поводом 30. годишњице голфа, откривено је да пасивна безбедност голфа II није довољна.

## Конкуренти
Конкуренти у Немачкој били су Опел кадет Е, Форд ескорт, Нисан сани, Мазда 323, Фијат ритмо, Фијат типо, Пежо 309, Рено 11 и Волво 480.

## Инвентар у Немачкој
| HSN/TSN  | Модел          | kW  | 1.1.2005. | 1.1.2006. | 1.1.2008. | 1.1.2009. | 1.1.2010. | 1.1.2011. | 1.1.2012. | 1.1.2013. | 1.1.2014. | 1.1.2015. |
| -------- | -------------- | --- | --------- | --------- | --------- | --------- | --------- | --------- | --------- | --------- | --------- | --------- |
| 0600/179 | 1.6 Д          | 40  | 658       | 575       | 276       | 224       | 156       | 135       | 114       |           |           |           |
| 0600/610 | 1.3            | 40  | 270.037   | 227.169   | 116.673   | 96.938    | 68.724    | 56.215    | 45.411    | 36.658    | 29.515    | 24.498    |
| 0600/611 | 1.6            | 55  | 41.596    | 30.783    | 11.100    | 8.552     | 6.102     | 4.916     | 3.936     | 3.302     | 2.732     | 2.394     |
| 0600/612 | 1.8            | 66  | 166.413   | 141.353   | 72.427    | 60.601    | 44.796    | 36.985    | 30.182    | 24.599    | 20.313    | 17.191    |
| 0600/613 | ГТИ            | 82  | 3.203     | 2.356     | 983       | 863       | 690       | 613       | 561       | 522       | 468       | 451       |
| 0600/614 | 1.6 Д          | 40  | 56.982    | 43.367    | 16.067    | 12.018    | 7.926     | 6.162     | 5.048     | 4.106     | 3.491     | 3.002     |
| 0600/615 | 1.6 ТД         | 51  | 31.400    | 23.539    | 8.550     | 6.378     | 4.177     | 3.322     | 2.712     | 2.248     | 1.833     | 1.613     |
| 0600/650 | ГТИ 16В        | 102 | 2.320     | 1.785     | 730       | 637       | 545       | 489       | 455       | 457       | 420       | 392       |
| 0600/664 | ГТИ            | 79  | 12.507    | 10.366    | 4.768     | 4.147     | 3.402     | 2.794     | 2.400     | 2.093     | 1.889     | 1.770     |
| 0600/669 | Синхро         | 66  | 2.727     | 2.203     | 937       | 780       | 599       | 520       | 450       | 368       | 294       | 267       |
| 0600/694 | 1.6            | 51  | 221.180   | 196.328   | 113.124   | 96.164    | 68.753    | 56.594    | 45.812    | 36.902    | 29.909    | 24.814    |
| 0600/696 | 1.6            | 53  | 84.424    | 66.617    | 26.317    | 20.216    | 13.630    | 10.600    | 8.366     | 6.665     | 5.402     | 4.470     |
| 0600/698 | 1.8            | 62  | 4.220     | 3.195     | 1.134     | 860       | 606       | 466       | 373       | 289       | 226       | 192       |
| 0600/700 | ГТИ 16В        | 95  | 5.022     | 4.112     | 1.714     | 1.460     | 1.215     | 1.061     | 944       | 856       | 813       | 792       |
| 0600/728 | 1.6 ТД         | 59  | 8.816     | 7.265     | 3.363     | 2.597     | 1.750     | 1.367     | 1.118     | 908       | 764       | 661       |
| 0600/761 | Рели           | 118 | 442       | 395       | 199       | 189       | 201       | 181       | 178       | 185       | 180       | 195       |
| 0600/764 | Синхро, Кантри | 72  | 5.934     | 5.369     | 3.552     | 3.170     | 2.728     | 2.525     | 2.301     | 2.066     | 1.829     | 1.690     |
| 0600/768 | ГТИ Г60        | 118 | 1.633     | 1.360     | 632       | 603       | 521       | 489       | 445       | 474       | 443       | 421       |
| 0600/769 | 1.6 ТД         | 44  | 33.352    | 27.969    | 13.491    | 10.432    | 6.594     | 5.203     | 4.191     | 3.313     | 2.669     | 2.224     |
| 0600/854 | 1.6 Д          | 40  | 335       | 255       | 118       |           |           |           |           |           |           |           |
| 0600/855 | 1.6            | 55  | 1.204     | 920       | 389       | 311       | 234       | 180       | 161       | 140       | 114       | 103       |
| 0600/856 | 1.3            | 40  | 1.277     | 995       | 441       | 359       | 276       | 215       | 172       | 138       | 121       | 108       |